# Rejsby Sogn
Rejsby Sogn (deutsch Reisby) ist eine Kirchspielgemeinde (dän.: Sogn) in Nordschleswig im südwestlichen Dänemark. Bis 1970 gehörte sie zur Harde Hviding Herred im damaligen Tønder Amt, danach zur Skærbæk Kommune im damaligen Sønderjyllands Amt, die im Zuge der Kommunalreform zum 1. Januar 2007 in der „neuen“ Tønder Kommune in der Region Syddanmark aufgegangen ist.

## Gemeindegebiet
Rejsby liegt gut 10 km südlich von Ribe (dt. Ripen) und 53 km nördlich von Tønder (dt.: Tondern) an der Nordsee. Die Gemeinde hat auf einer Fläche von 18,3 km² bei abnehmender Tendenz 361 Einwohner, davon 271 im Kirchdorf Rejsby (Stand 1. Januar 2023).
Neben dem Kirchdorf bilden nur das nahe südlich davon gelegene Kærbølling (dt.: Kjerbölling) und das am Ostrand der Gemeinde gelegene Haved (dt.: Hawitt) nennenswerte Siedlungsschwerpunkte. Nahe letzterem liegt der mit nur 12 m über NN höchste Punkt der sehr flachen Marsch- und Geestgemeinde.
Im Westen liegt die Nordsee, im Norden Hviding Sogn, im Osten Roager Sogn (dt. Roagger) und Vodder Sogn (dt. Wodder) und im Süden Brøns Sogn.

## Geschichte
Das Gebiet gehörte im Mittelalter zur Hvidingharde des Törninglehn und mit diesem seit spätestens 1524 zum Amt Hadersleben. Doch hatten mehrere kirchliche Einrichtungen hier Besitzungen, darunter das Kloster Lügum und Domkapitel und Bischof zu Ripen. Letztere Besitzungen gehörten zum Königreich, das übrige Kirchspiel zum Herzogtum Schleswig.
1864 wurde die gesamte Gemeinde preußisch und bildete fortan eine einheitliche Landgemeinde im Kreis Hadersleben. 1920 stimmten bis auf fünf fast alle 325 Teilnehmer bei der Volksabstimmung für den Anschluss an Dänemark. Reisby blieb eine einheitliche Gemeinde, die nun allerdings dem Amt Tondern angehörte.

## Wirtschaft und Infrastruktur
Reisby liegt an der Grünen Küstenstraße, hier als A 11 ausgezeichnet. Außerdem liegt östlich von Hauptstraße und Kirchdorf ein Haltepunkt der Marschbahn von Tondern nach Esbjerg.

## Bildung und Kultur
Bekannteste Einrichtung der Gemeinde ist die Nachschule, Rejsby Europæiske Efterskole.

## Sehenswürdigkeiten
Die romanische Kirche St. Laurentius hat ein Bleidach, das Schiff wurde teilweise aus rheinischem Tuff gebaut.

## Persönlichkeiten
- Sussanne Morton (* 1963), australische Malerin
- Christian Bock (1906–1975), deutscher Hörspielautor